# Limnephilus nigriceps
Limnpehilus nigriceps – gatunek chruścika z rodziny bagiennikowatych (Limnephilidae). Larwy budują baryłkowate domki z fragmentów detrytusu i roślin wodnych, czasami domki są trójścienne (podobne domki budują także: Limnephilus decipiens i Anabolia brevipennis).
Gatunek holarktyczny, nie występuje w południowej Europie. Larwy spotykane w jeziorach i zarośniętych odcinkach rzek. W Polsce podawany z całego kraju. Limnebiont, preferuje strefę helofitów i zadrzewione brzegi.
Larwy były łowione w wielu jeziorach lobeliowych, najliczniej w szuwarach, trochę w izoetydach, sporadycznie w nimfeidach i oczeretach (w zgrupowaniu z Limnephilus binotatus, Limnephilus borealis, Anabolia laevis i Triaenodes bicolor). Na Pojezierzu Mazurskim dwie larwy złowiono w jeziorku torfowiskowym koło Jonkowa, licznie w zanikającym jeziorku koło Żabiego Rogu. Rzadko i nielicznie spotykany w innych jeziorach, głównie w trzcinach i napływkach. Wydaje się preferować jeziora śródleśne lub brzegi zadrzewione. Obecność potwierdzona w torfiankach koło Jeziora Kierskiego na Pojezierzu Wielkopolsko-Kujawskim. Złowiono także w kilku starorzeczach Narwi.
W Finlandii bardzo pospolity w jeziorach (licznie w oligotroficznych), stawach, zbiornikach okresowych i zalewach morskich. W Karelii larwy występowały głównie w strefie roślinności i czasami w otwartej strefie jezior i rzek, najliczniej wśród turzyc i skrzypów, oraz w zbiorowisku Nuphar-Polygonum. W jeziorach Estonii i Łotwy występuje masowo we wszystkich typach jezior, najczęściej w dystroficznych różnego typu, z torfianymi brzegami. Larwy spotykane w torfowiskowych jeziorach Niemiec.